# Притворная неверность
«Притво́рная неве́рность» — одноактная комедия в стихах Александра Сергеевича Грибоедова, одна из шести комедий автора.

## История
Пьеса в одном действии 17-ти явлениях была написана Грибоедовым в 1817 году совместно с Андреем Жандром для бенефиса актрисы Екатерины Семёновой. Она является вольным переводом комедии «Мнимые измены» (фр. Les Fausses Infidélités) французского драматурга Николя Тома Барта (1736—1785), премьера которой состоялась в Париже 25 января 1768 года в театре на улице Фоссе. На русский язык комедия была впервые переведена прозой ещё в 1772 году анонимным автором.
Работу Грибоедова над переводом можно приурочить к октябрю 1817 — январю 1818 года. Об обстоятельствах создания комедии драматург сообщал в письмах к Павлу Катенину (от 19 октября 1817 года) и к Степану Бегичеву (от 15 апреля 1818 года). Как следует из письма к Бегичеву, перу Андрея Жанра принадлежат, преимущественно, 12-е и 13-е явления:

При отъезде моем в Нарву Семёнова торопила меня, чтоб я не задержал её бенефиса, а чтоб меня это не задержало в Петербурге, я с просьбой прибегнул к другу нашему Жандру. Возвратясь из Нарвы, я нашёл, что у него только переведены сцены двенадцатая и XIII-я; остальное с того места, как Рославлев говорит: я здесь, все слышал и все знаю, я сам кончил. Впрочем, и в его сценах есть иное моё, так, как и в моих его перемены; ты знаешь, как я связано пишу; он без меня переписывал и многих стихов вовсе не мог разобрать и заменил их своими. Я иные уничтожил, а другие оставил: те, которые лучше моих.
Кроме того, Грибоедов использовал популярную в то время у петербургской молодёжи песенку из «Жоконда», которую поёт Блёстов — она взята из либретто комической оперы Николя Изуара «Жоконд, или Искатель приключений» в русском переводе П. А. Корсакова (1815).
Пьеса была опубликована в Санкт-Петербурге в 1818 году типографией Н. Греча (цензурное разрешение от 7 февраля 1818 г.) и является вторым (после комедии «Молодые супруги», 1815) и последним отдельным прижизненным изданием произведений Грибоедова («Горе от ума» было издано фрагментарно в декабре 1824 года в альманахе «Русская Талия»).
В том же году Грибоедовым в соавторстве с Александром Шаховским и Николаем Хмельницким была написана комедия «Своя семья, или замужняя невеста».

## Действующие лица
- Эледина, молодая вдова
- Лиза, сестра её
- Рославлев
- Ленский
- Блёстов

В «Притворной неверности» у Грибоедова появляется персонаж, который считается предшественником Чацкого. Это Рославлев — ревнивый молодой человек, находящийся в конфликте с обществом, не доверяющий женщинам и произносящий критические монологи. Другой герой комедии — «холодный» Ленский, друг Рославлева. Эту же фамилию несколько лет спустя использует А. С. Пушкин в своём романе «Евгений Онегин».

## Постановки
Премьера «Притворной неверности» состоялась 11 февраля 1818 года в Санкт-Петербурге на сцене Большого театра в бенефис Екатерины Семёновой. Впоследствии спектакль неоднократно возобновлялся на столичной сцене. Полгода спустя, 3 сентября, комедия была впервые представлена в Москве в бенефис Елены Сосницкой, в присутствии самого автора.
Вскоре пьеса начала ставиться и в провинции. Так, в декабре 1820 года она игралась в Орле.
30 августа 1828 года комедия (в составе сборного спектакля) давалась при открытии после реконструкции петербургского «Нового театра», построенного в 1827 году по инициативе французского антрепренёра Жака Турниера на набережной Фонтанки, у Симеоновского моста, по проекту архитектора Смарагда Шустова как «Олимпический цирк» и год спустя перешедшего в ведение Дирекции императорских театров.

## Критика
Лестный отзыв о пьесе был напечатан в «Сыне отечества» за 1818 год (№ 19, с. 263). По-видимому, его автором был Николай Греч:

Смело можем рекомендовать перевод сей любителям поэзии! Он очень хорош: свободен, чист, благороден, приятен. Известно, сколь трудно переводить с разговорного французского языка на книжный русский. Тем более честь победителям! Читая „Притворную неверность“, забываешь, что это перевод.
Переводчик и театральный критик, член общества «Зелёная лампа» Дмитрий Барков писал в апреле 1819 года по поводу представления комедий «Притворная неверность» и «Молодые супруги», что обе пьесы «давно известны», первая из них «переведена и играна прекрасно, кроме г-на Рамазанова, который довольно дурно понял свою роль».
Другой современник, поэт Александр Писарев высказался о произведении довольно критически:
Он старым слогом нам прочёл

Супружескую верность

И преневерно перевёл

„Притворную неверность“.
По мнению советского литературоведа Сергея Фомичева, в «Притворной неверности» Грибоедов «закрепил и развил навыки комедийного письма» и, хотя слог французской пьесы изрядно церемонен и чопорен, в грибоедовском варианте он «более выразительный и близкий к разговорной речи».